# Heikki Liimatainen
Heikki Liimatainen (Karstula, 14 marzo 1894 – Porvoo, 24 dicembre 1980) è stato un mezzofondista finlandese.
Ai Giochi olimpici di Anversa 1920 conquistò la medaglia di bronzo nella gara di corsa campestre e quella d'oro nel cross a squadre insieme a Paavo Nurmi e Teodor Koskenniemi. Prese parte anche alla gara dei 10 000 metri posizionandosi settimo.
Quattro anni dopo, a Parigi 1924 fu ancora medaglia d'oro nel cross a squadre con Paavo Nurmi, Ville Ritola, Väinö Sipilä, Eino Rastas ed Eero Berg, mentre nella classifica individuale si piazzò dodicesimo.

## Palmarès
| Anno | Manifestazione  | Sede    | Evento          | Risultato | Prestazione | Note  |
| ---- | --------------- | ------- | --------------- | --------- | ----------- | ----- |
| 1920 | Giochi olimpici | Anversa | 10 000 metri    | 7º        | 32'28"0     | [ 1 ] |
| 1920 | Giochi olimpici | Anversa | Cross           | Bronzo    | 27'37"0     |       |
| 1920 | Giochi olimpici | Anversa | Cross a squadre | Oro       | 27'7"0      |       |
| 1924 | Giochi olimpici | Parigi  | Cross           | 12º       | 38'18"0     |       |
| 1924 | Giochi olimpici | Parigi  | Cross a squadre | Oro       | 38'18"0     |       |